# Ministerium für Inneres, Bauen und Sport (Saarland)

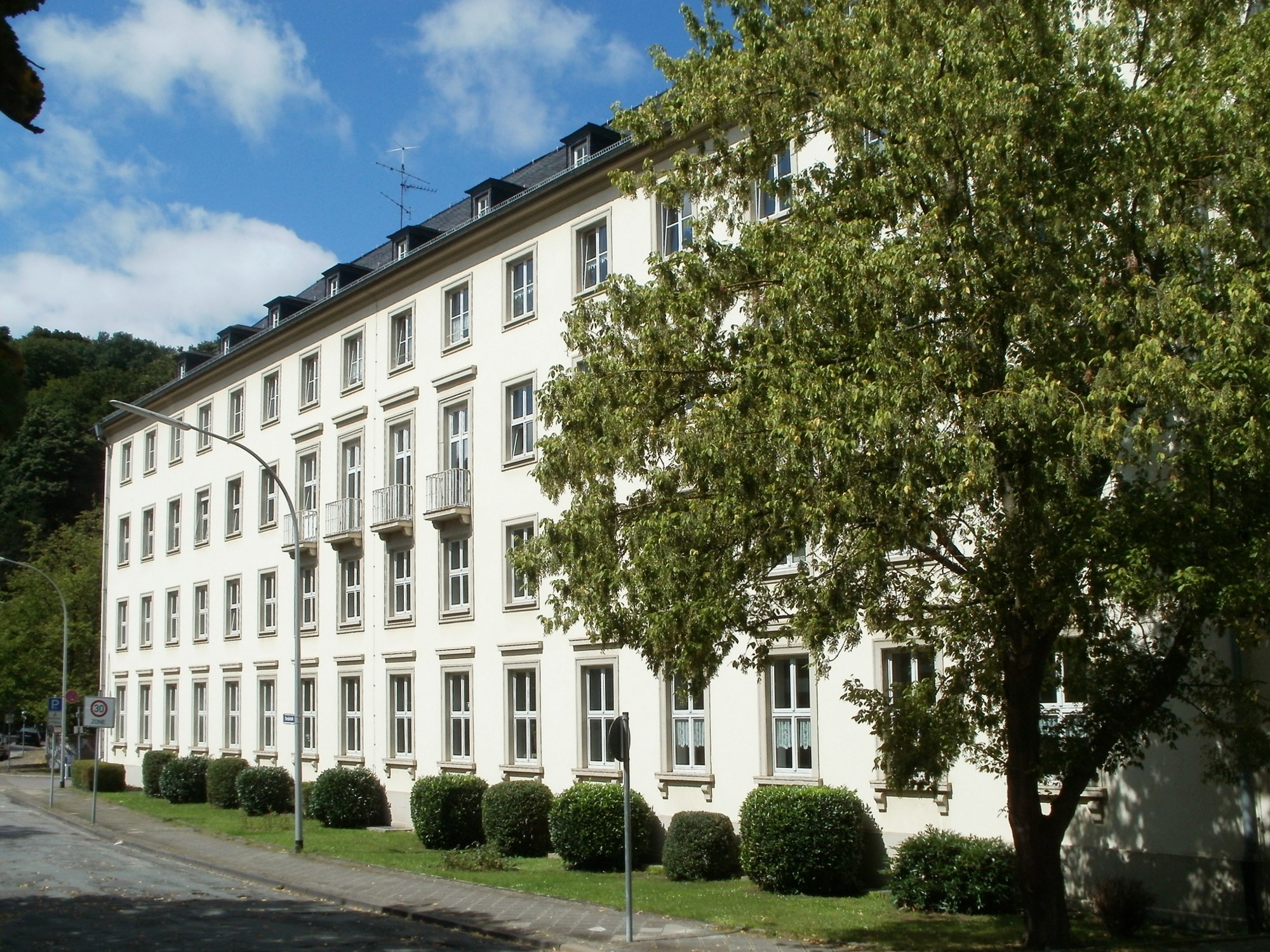
Franz-Josef-Röder-Straße 21–23

Das Saarländische Ministerium für Inneres, Bauen und Sport ist eines von sieben  Ministerien des Saarlandes. Es hat seinen Sitz in der Mainzer Straße 34  in Saarbrücken. Geleitet wird das Ministerium seit dem 26. April 2022 von Minister Reinhold Jost (SPD), Staatssekretär ist Torsten Lang.

## Geschichte
In der von 1946 bis 1947 amtierenden Verwaltungskommission des Saarlandes gab es noch keine Ministerien. Direktor für Inneres war Georg Schulte. 1947 wurde das Innenministerium dann als Ministerium des Innern und für Wiederaufbau gegründet, 1951 jedoch schon wieder aufgeteilt. Ab 1999 wechselte das Ministerium mehrfach seine Zuständigkeiten. 
Folgende Minister waren seit 1947 im Saarland für Innenpolitik zuständig:
| Name                                            | Amtsantritt                                                       | Kabinett                                         | Partei                                   |
| Minister des Innern und für Wiederaufbau        | Minister des Innern und für Wiederaufbau                          | Minister des Innern und für Wiederaufbau         | Minister des Innern und für Wiederaufbau |
| ----------------------------------------------- | ----------------------------------------------------------------- | ------------------------------------------------ | ---------------------------------------- |
| Johannes Hoffmann                               | 20. Dezember 1947                                                 | Hoffmann I                                       | CVP                                      |
| Minister des Innern                             |                                                                   |                                                  |                                          |
| Edgar Hector                                    | 14. April 1951 23. Dezember 1952 17. Juli 1954                    | Hoffmann II Hoffmann III Hoffmann IV             | CVP                                      |
| Paul Schütz                                     | 29. Oktober 1955                                                  | Welsch                                           | parteilos                                |
| Fritz Schuster                                  | 10. Januar 1956                                                   | Ney                                              | DPS                                      |
| Julius von Lautz                                | 4. Juni 1957                                                      | Reinert I                                        | CDU                                      |
| Kurt Conrad                                     | 26. Februar 1959 30. April 1959                                   | Reinert II Röder I                               | SPD                                      |
| Ludwig Schnur                                   | 17. Januar 1961 19. Juli 1965 13. Juli 1970                       | Röder II Röder III Röder IV                      | CDU                                      |
| Alfred Wilhelm                                  | 23. Januar 1974 1. März 1977 5. Juli 1979                         | Röder V Röder VI Zeyer I                         | CDU                                      |
| Rainer Wicklmayr                                | 23. Mai 1980                                                      | Zeyer II                                         | CDU                                      |
| Werner Scherer                                  | 10. Juli 1984                                                     | Zeyer III                                        | CDU                                      |
| Friedel Läpple                                  | 9. April 1985 21. Februar 1990 23. November 1994 9. November 1998 | Lafontaine I Lafontaine II Lafontaine III Klimmt | SPD                                      |
| Minister für Inneres und Sport                  |                                                                   |                                                  |                                          |
| Klaus Meiser                                    | 29. September 1999                                                | Müller I                                         | CDU                                      |
| Annegret Kramp-Karrenbauer                      | 13. Dezember 2000                                                 | Müller I                                         | CDU                                      |
| Minister für Inneres, Familie, Frauen und Sport |                                                                   |                                                  |                                          |
| Annegret Kramp-Karrenbauer                      | 6. Oktober 2004                                                   | Müller II                                        | CDU                                      |
| Minister für Inneres und Sport                  |                                                                   |                                                  |                                          |
| Klaus Meiser                                    | 3. September 2007                                                 | Müller II                                        | CDU                                      |
| Minister für Inneres und Europaangelegenheiten  |                                                                   |                                                  |                                          |
| Stephan Toscani                                 | 10. November 2009                                                 | Müller III                                       | CDU                                      |
| Minister für Inneres, Kultur und Europa         |                                                                   |                                                  |                                          |
| Stephan Toscani                                 | 24. August 2011                                                   | Kramp-Karrenbauer I                              | CDU                                      |
| Minister für Inneres und Sport                  |                                                                   |                                                  |                                          |
| Monika Bachmann                                 | 9. Mai 2012                                                       | Kramp-Karrenbauer II                             | CDU                                      |
| Minister für Inneres, Bauen und Sport           |                                                                   |                                                  |                                          |
| Klaus Bouillon                                  | 12. November 2014 17. Mai 2017 1. März 2018                       | Kramp-Karrenbauer II Kramp-Karrenbauer III Hans  | CDU                                      |
| Reinhold Jost                                   | 26. April 2022                                                    | Rehlinger                                        | SPD                                      |

## Aufgaben
Das Ministerium ist unter anderem zuständig für:
- Innere Sicherheit mit der Polizei im Saarland und dem Verfassungsschutz Saarland
- Ausländerrechtliche Angelegenheiten
- Kommunalwesen
- Datenschutz
- Korruptionsbekämpfung
- Sportförderung im Saarland

## Nachgeordnete Behörden
Dem Ministerium sind folgende Behörden nachgeordnet:
- Saarländisches Landesverwaltungsamt
- Polizei im Saarland
- Fachhochschule für Verwaltung des Saarlandes
- Feuerwehrschule des Saarlandes

## Organisation
Neben dem Ministerbüro und dem Büro des Bürgerbeauftragten bestehen folgende Abteilungen:
- Abteilung A: Zentrale Angelegenheiten und öffentliches Dienstrecht
- Abteilung B: Staatshoheitsangelegenheiten
- Abteilung C: Kommunale Angelegenheiten
- Abteilung D: Polizeiangelegenheiten und Bevölkerungsschutz
- Abteilung E: Sport, Ehrenamtskultur
- Abteilung OBB1: Landes- und Stadtentwicklung, Bauaufsicht und Wohnungswesen
- Abteilung OBB2: Staatlicher Hochbau und Liegenschaften
- Abteilung V: Verfassungsschutz
- Oberste Landesbaubehörde